# Batalla de Misurata
La batalla de Misurata fue una enorme batalla de la primera guerra civil libia donde se enfrentaron las tropas leales a Muamar el Gadafi y las tropas rebeldes durante casi tres meses por el control de Misurata, la tercera ciudad más grande de Libia.
La batalla comenzó el 24 de febrero con el inicio del asedio de las fuerzas gadafistas al bastión rebelde y acabó el 13 de mayo con la toma del aeropuerto por las tropas rebeldes asegurándose el control de la ciudad. La batalla se cobró la vida de 550 soldados gadafistas, 650 rebeldes, más de 800 civiles y dejó más de 4000 heridos. 

## La batalla

### Combates en la base aérea
Los leales a Gadafi armados con lanzagranadas y morteros abrieron fuego contra un grupo de combatientes rebeldes que vigilaban el aeropuerto. Durante los combates, los defensores del aeropuerto se apoderaron de un cañón antiaéreo ZPU-4 que utilizaron después contra los leales. Al comienzo de la batalla, los oficiales de una escuela de la fuerza aérea cercana al aeropuerto se amotinaron y ayudaron a los rebeldes a atacar una base aérea militar cercana, donde las tropas de Gadafi estaban estacionadas. Entonces los oficiales inutilizaron los aviones para evitar que fueran utilizados en contra de la sublevación.
En la tarde del segundo día, las fuerzas leales a Gadafi, con apoyo de tanques, lograron a tomar de nuevo parte de la base aérea militar. La lucha contra la base se prolongó hasta después de la medianoche, dejando 22 muertos.
El 28 de febrero, se informó de que fuerzas rebeldes derribaron un helicóptero leal que estaba atacando a la estación de radio controlada por los rebeldes. La tripulación del helicóptero fue capturada por las fuerzas rebeldes. También, hubo un nuevo intento de las tropas gubernamentales para avanzar en la base aérea, pero fue rechazado por los opositores. No hubo bajas durante los combates, pero sí ocho soldados leales fueron capturados.
El 3 de marzo, dos médicos de la Media Luna Roja libia fueron heridos por el fuego de las fuerzas leales al intentar recuperar el cadáver de un hombre que había muerto tres días antes cerca de una base leal. En ese momento se informó que los rebeldes se estaban quedando sin alimentos y municiones. Además, las tropas del gobierno habían logrado tomar la base aérea y la academia militar aérea en las afueras de Misurata.

### Los rebeldes, cercados en el centro de la ciudad
El 6 de marzo, el régimen intentó retomar Misurata una vez más, enviando soldados y tanques a la ciudad. Los rebeldes permitieron a las fuerzas del gobierno que entraran en el centro de la ciudad para poder coparlos y así capturarlos. Siete tanques y 25 vehículos artillados entraron en la ciudad y tres tanques llegaron hasta el centro antes de que comenzara el combate y fueran capturados. Según testigos del lugar, los rebeldes defendieron el ataque a Misurata de las fuerzas de Gadafi, unos 21 Varios rebeldes y civiles murieron, entre ellos un niño de 3 años de edad. Por la parte gadafista, 22 soldados murieron y otros 20 fueron capturados.

### Llegada de la brigada Jamis
El 12 de marzo, un nuevo ataque de los leales se puso en marcha y las fuerzas leales se encontraban ya a 10 o 15 kilómetros del centro de la ciudad. El ataque fue dirigido por la brigada Jamis, que acababa de ganar la batalla de Zauiya dos días antes, pero su avance rápidamente llegó a una parada cuando un grupo de 32 soldados se separaron y amotinaron, uniéndose uno de ellos a los rebeldes de Misurata según un oficial gadafista.
Al día siguiente, los tanques del gobierno seguían avanzando combatiendo contra los rebeldes a las afueras de la ciudad. Los depósitos de cisternas estallaron dentro de la ciudad, alcanzando a una mezquita y un edificio de apartamentos.

### Ataque de la artillería y los tanques leales
El 16 de marzo comenzó un nuevo ataque de la artillería leal a Misurata y hubo más combates. Los rebeldes afirmaron haber destruido 16 tanques leales del gobierno y capturado a 20 de sus soldados. Sin embargo esto no fue confirmado por ningún medio neutral. 11 soldados de la oposición murieron y 20 resultaron heridos durante los enfrentamientos. Médicos en Misurata informaron de que entre 60 a 80 soldados del gobierno habían muerto en la lucha durante este día.
En la noche del 17 de marzo, las tropas gubernamentales comenzaron un nuevo ataque de artillería y de tanques a Misurata. El ataque continuó hasta bien entrado el día siguiente. Durante el 18 de marzo, un alto el fuego fue anunciado por el gobierno, a raíz de la resolución 1973 del Consejo de Seguridad de las Naciones Unidas sobre la autorización para la intervención militar de los países extranjeros. Sin embargo, el ataque a Misurata continuó por lo menos otras cuatro horas. No se sabe con exactitud si esto fue deliberado o que las órdenes no habían llegado a las tropas sobre el terreno. En el momento en el que el cese del fuego fue ordenado, tropas del gobierno ya había traspasado las defensas rebeldes en las afueras de la ciudad y en Misurata los tanques abrieron fuego a todas partes sin tener un objetivo claro, además que las tropas leales llevaron a cabo registros casa por casa para capturar a los rebeldes, según afirmaron los propios rebeldes.

### Ataque de Gadafi al centro de la ciudad
El 19 de marzo francotiradores y artillería leales fueron los causantes de la muerte de 9 personas por la mañana, siete de ellos debido a los bombardeos. Además, los misiles de crucero Tomahawk lanzados desde los buques y submarinos estadounidenses y británicos alcanzaron la base aérea en manos de Gadafi y la academia militar a las afueras de la ciudad, causando una cantidad sin determinar de daños en el bando leal. El 20 de marzo, los blindados leales entraron en el centro de la ciudad produciéndose duros combates que transcurrieron durante todo el día. Cuatro tanques leales fueron vistos patrullando por la ciudad.
El 21 de marzo, 40 personas murieron y 300 resultaron heridas de bala o a causa de la artillería leal en un intento de limpiar la ciudad de las fuerzas de la oposición. En este momento, la carretera principal de la ciudad, llamada «calle de Trípoli», fue asegurada por las tropas leales con 200 soldados y tres tanques colocados a lo largo de ella. El centro de la ciudad también fue despejado de rebeldes que, durante el día, trataron de enfrentarse a las tropas leales que trataron demostrar que podían hacerles frente, pero fueron tiroteados por francotiradores, tanques y artillería en cuanto se aproximaron. Esa noche, un portavoz del gobierno dijo que la ciudad estaba bajo control de las fuerzas leales de Muamar el Gadafi. No hubo confirmación de un medio neutral que lo confirmara y un portavoz de la oposición en Misurata lo negó.
El 22 de marzo, la artillería continuó bombardeando la ciudad y los francotiradores de nuevo seguían en activo. En las primeras horas del día, cinco personas, incluidos cuatro niños, murieron a manos de un ataque de artillería después de que intentaran salir de su casa. Las fuerzas de Gadafi se concentraron alrededor de un hospital abandonado utilizándolo como base.
Durante la noche, las fuerzas de Gadafi lograron capturar el principal hospital de Misurata y posicionaron francotiradores en su azotea. Los rebeldes solicitaron un buque hospital para ser enviado al puerto, siendo la zona portuaria la única parte de la ciudad que seguía bajo su control.

### Ataques de la coalición y avance de los tanques leales
En las primeras horas del 23 de marzo, las fuerzas de la coalición comenzaron a lanzar ataques aéreos contra las fuerzas leales a Gadafi, en la propia ciudad. Fueron dos los ataques aéreos según testigos presentes. Las fuerzas de Gadafi detuvieron el fuego de artillería y el bombardeo de la ciudad después del ataque aéreo. Miembros de la oposición afirmaron que los ataques destruyeron numerosos tanques leales cerca del hospital general capturado el día anterior y en las afueras de la ciudad. Sin embargo, al día siguiente hay testigos que afirmaron que solo los tanques de las afueras fueron bombardeados, sin saberse los daños que produjeron, mientras que en la ciudad no fue alcanzado ninguno.
Las fuerzas de Gadafi abandonaron el hospital principal por algún tiempo durante la tarde, para luego regresar con tanques y cañones de artillería, tras eso, comenzaron a atacar y bombardear los alrededores durante 40 minutos. Es posible que las tropas leales avanzaran a ese hospital porque era donde estaban siendo tratados la mayoría de soldados rebeldes heridos. Esa noche, el régimen envió buques de guerra al puerto de Misurata y lograron ocupar el puerto.
Al día siguiente, hubo informes contradictorios, los rebeldes y los médicos dijeron que los buques leales se retiraron del puerto, volviendo el puerto a estar en manos de los rebeldes. Sin embargo, esto no había sido confirmado por un medio independiente. El mismo día, un avión de combate Soko G-2 Galeb libio fue destruido por aviones de combate franceses en Misurata. Más tarde ese mismo día, un portavoz de las Fuerzas Armadas francesas confirmó que el avión fue destruido en la base aérea con un misil aire-tierra AASM justo después de haber aterrizado. Los rebeldes en Misurata afirmaron haber matado a 30 francotiradores gadafistas y que lograron tomar de nuevo el centro de la ciudad.
El 25 de marzo hubo más bombardeos en la ciudad y por la tarde entre 10 y 12 tanques leales aparecieron en la calle Trípoli. Estaban disparando posiciones de los rebeldes antes de retirarse para evitar que los aviones de la coalición los atacasen. También hubo confusión sobre si el puerto estaba bloqueado por los buques leales, o si había sido capturado por los rebeldes.
El 26 de marzo, las fuerzas de Gadafi lanzaron un ataque masivo contra Misurata, enviando más mercenarios extranjeros y bombardeando la ciudad con granadas de mortero y tanques. Los testigos describieron la situación como «muy, muy grave». Al igual que en días anteriores, cuando los aviones de la coalición comenzaron a aparecer silenciaron la artillería y los morteros leales y los bombardeos sobre la ciudad se detuvieron, obligando a su vez a los leales a poner sus tanques a cubierto. El Ministerio de Defensa francés afirmó que sus pilotos destruyeron cinco aviones de combate G-2 Galeb en tierra y dos helicópteros de combate Mi-35 en la base aérea de Misurata mientras se preparaban para participar en las operaciones ofensivas contra los rebeldes en la ciudad.
A pesar de los ataques aéreos de la coalición, los leales reanudaron el bombardeo con artillería, morteros, y tanques el 27 de marzo. 9 personas murieron y 23 resultaron heridas cuando las tropas leales dispararon fuego de mortero durante el avance hacia la ciudad desde el oeste. Por la noche, al igual que las veces anteriores, las fuerzas leales pararon su ofensiva para evitar los ataques aéreos de la coalición.

### División de la ciudad en dos partes
A mediodía del 28 de marzo, las fuerzas de Gadafi comenzaron a bombardear la ciudad de nuevo. Tras el bombardeo, una fuente rebelde confirmó que las tropas leales tomaron el control de una parte de la ciudad, dividiendo Misurata en una parte en poder del Gobierno y una parte de los rebeldes. Durante los enfrentamientos, los rebeldes dañaron dos tanques leales. Justo antes de la noche, los periodistas internacionales fueron llevados a Trípoli, que confirmaron que los suburbios Misurata, incluyendo la calle Trípoli, estaban bajo el control del gobierno. Un oficial del ejército libio dijo que aún había cerca de 100 rebeldes y el combate se concentró por el centro de la ciudad. Nic Robertson de la CNN informó de que las calles de Misurata estaban en gran parte vacías a excepción de unos 100 partidarios de Gadafi con una fuerte presencia militar. El Ministerio de Defensa británico dijo que sus aviones destruyeron dos tanques leales y dos vehículos blindados cerca de la ciudad.
El 29 de marzo, las fuerzas leales avanzaron por la ciudad, asegurando la zona oeste y la noroeste aniquilando las últimas bolsas de resistencia rebeldes. Los testigos informaron que las tropas del gobierno hicieron desalojos masivos de gente de sus propios hogares. Un miembro del comando rebelde en la ciudad afirmó que las fuerzas leales estaban matando e hiriendo a civiles indiscriminadamente. Durante la noche, en la calle hubo intensos combates en el barrio de Az-Zawaabi en el que nueve rebeldes murieron y cinco resultaron heridos.
El 31 de marzo, un médico local, que fue miembro de la oposición, afirmó que las fuerzas de Gadafi solo tenían bajo su control la calle Trípoli. Sin embargo, nadie pudo confirmar tal afirmación. Las fuerzas gubernamentales utilizaron de nuevo la artillería para bombardear Misurata, según un portavoz rebelde. Según él murieron 20 civiles el día anterior, cuando sus casas fueron alcanzadas por los proyectiles.
El 1 de abril, las fuerzas de Gadafi intensificaron los ataques de mortero y artillería desde la calle Trípoli. También emplearon tanques y lanzacohetes en el resto de calles donde se libraban intensos combates.
El 11 de mayo las fuerzas rebeldes tomaron el aeropuerto de la ciudad, los combates en la base aérea militar continúan. Las fuerzas rebeldes destruyeron varios tanques abandonados por las fuerzas leales.
El 13 de mayo según la oposición Misurata estaba totalmente liberada de tropas leales.
El 15 de mayo los rebeldes capturaron Krarim, a 30 km al sur de Misurata, en el centro los rebeldes siguieron empujando al sur del aeropuerto y las granjas; en el oeste el frente quedó estancado en Naimah a pocos kilómetros de Zliten.

## Combate en las afueras
El 21 de mayo, las fuerzas rebeldes capturaron Tawarga a aproximadamente 40 km al sur de Misurata, empujando a las fuerzas de Gadafi más lejos de Misurata. En las secciones frente central, los enfrentamientos entre las fuerzas rebeldes con las de Gadafi continuaron al sur del aeropuerto en las tierras de cultivo.
Las huestes del dictador libio, Muamar el Gadafi, estuvieron bombardeando las ciudades de Tawarga y Dafniya, ubicadas en primera línea del frente de Misurata desde el día 8 de junio 
Así quedó constancia con una simple visita al hospital principal de la rebelde Misurata. En él, se encontraron múltiples heridos por los bombardeos gadafistas.
En total, a causa de los ataques, se produjeron -solo durante aquel miércoles- un total de 12 muertos y 20 heridos. La mayoría fueron hombres que combatían en el frente en las filas de los sublevados libios. A su vez, las tropas gadafistas estuvieron bombardeando con misiles 'Grad'.
Las tropas de Gadafi aprovecharon la relativa calma diurna para lanzar una ofensiva en 3 frentes sobre Misurata. El ataque no consiguió abrir una primera cabeza de playa para cercar la ciudad. Posteriormente, debido a la posición de las tropas, se ha venido considerando el fin de la batalla de Misurata el 15 de mayo de 2011. A partir del día siguiente, 16 de mayo, y hasta el 23 de agosto de 2011, la lucha de las tropas gubernamentales por volver a penetrar en Misurata se cataloga como batalla del frente de Misurata, un enfrentamiento en el que ambos bandos fueron incapaces de mover al otro: Los gubernamentales no pudieron volver a entrar a Misurata; mientras qu éstos fueron incapaces de expulsar de la zona de 30 km a las tropas de Gadafi hasta que a mediados de agosto el apoyo de la aviación OTAN a los rebeldes acabó mermando las fuerzas leales que colapsaron en ese frente tras perder Tawarga (reconquistada por ellos en mayo), Zliten y Al Khoms en pocos días.